# Single-chip Cloud Computer
Der Single-chip Cloud Computer (SCC) ist ein experimentelles Prozessordesign, das in Forschungseinrichtungen der Firma Intel entstanden ist. Im Rahmen des Tera-scale Research Program von Intel werden Hardware- und Software-Ansätze untersucht, die auf einer sehr großen Anzahl von Recheneinheiten beruhen. Die erste Generation von Prozessoren dieser Initiative war der 80-kernige Intel Polaris. Die zweite Generation stellt der SCC (Codename: Rock Creek) dar.
Der Prozessor besteht aus 24 Einheiten, die mittels eines gitterförmigen Netzwerks verbunden sind und darüber miteinander kommunizieren können. Jede dieser Einheiten besteht unter anderem aus zwei P54C-Prozessorkernen, die jeweils über 16 kiB L1-Befehlscache, 16 kiB L2-Datencache und 256 kiB L2-Cache verfügen.
Der Unterschied zu herkömmlichen Prozessoren mit mehreren Prozessorkernen besteht darin, dass der Programmierer große Einflussnahme auf die Kommunikation zwischen den Prozessoren ausüben kann. Bei bisherigen Mehrkernprozessoren diente das Verbindungsmedium zwischen den Prozessorkernen ausschließlich dem Transport und der Synchronisation von Speicherinhalten. Beim SCC kann das Prozessornetzwerk dazu genutzt werden, dass Prozesse, die auf den Prozessorkernen ausgeführt werden, direkt miteinander kommunizieren können, ohne dabei den externen Arbeitsspeicher zur Hilfe zu nehmen. Der SCC ähnelt damit prinzipiell vielmehr einem Cluster auf einem einzigen Chip als einem Mehrkernprozessor im üblichen Sinne.
2010 wurde Intel für den „Single-chip Cloud Computer“ mit dem Innovationspreis für Klima und Umwelt (IKU) in der Kategorie „Umweltfreundliche Technologien“ ausgezeichnet, weil mit dessen Hilfe Rechenzentren der Zukunft energieeffizienter gestaltet werden können.